# Championnat du monde du contre-la-montre par équipes en relais mixte
Le championnat du monde du contre-la-montre par équipes en relais mixte est une compétition de cyclisme sur route organisée par l'Union cycliste internationale depuis 2019.

## Principe de pratique
Chaque équipe est composée de trois hommes et de trois femmes. La formation masculine s'élance en premier pour effectuer son parcours et passe ensuite le relais à la formation féminine qui termine la course. Hommes et femmes empruntent un circuit identique et courent la même distance, au maximum 25 kilomètres chacun en championnat du monde. Au passage de relais, la formation féminine ne doit pas s'élancer avant le moment où le deuxième homme franchit la ligne dans l'un des trois couloirs prévus à cet effet. À l'arrivée, le temps de l'équipe est pris au passage de la deuxième coureuse.
En dehors des championnats du monde UCI, le règlement peut prévoir un nombre de coureurs variable de deux à six par sexe et une distance par coureur ou coureuse jusqu'à 50 km.

## Histoire
Précédemment des championnats du monde du contre-la-montre par équipes sont organisés par l'UCI et disputés par les hommes (catégorie amateurs) sur 100 km entre 1962 et 1994, et par les femmes sur 50 km de 1987 à 1994. Ils sont mis de côté au profit du contre la montre individuel, au programme des mondiaux depuis 1994.
Consciente du vide laissé par le retrait des 100 km et 50 km par équipes contre la montre dans les années 1990, l'UCI réintroduit en 2012 des championnats du monde contre la montre par équipes, mais sous une forme différente, car ils sont alors disputés par équipes de marques. Cependant, après quelques éditions le constat s'impose : la formule trop cosmopolite ne donne pas satisfaction et sa suppression après les mondiaux 2018 est décidée,.
L'UCI ne renonce pas pour autant au concept du contre la montre par équipes. Elle met ainsi en place une nouvelle épreuve en 2019, sous le format inédit du relais mixte. L'UCI s'est probablement inspiré de la réussite du relais mixte de biathlon mis au point par l'IBU au début des années 2000 et précurseur en matière de parité hommes/femmes dans le sport, un relais mixte favorablement accueilli par le CIO et devenu olympique dès 2014, tandis qu'un autre sport d'endurance, le triathlon (ITU), a également réussi à convaincre avec son propre relais mixte admis pour la première fois aux jeux olympiques de Tokyo 2020. L'UCI propose donc à travers cette nouvelle épreuve la promotion des fédérations nationales et celle de l'égalité entre les hommes et les femmes.
La disparition du contre-la-montre par équipes de marques et l'introduction du relais mixte ont malgré tout suscité des critiques dans le milieu des dirigeants de cyclisme professionnel masculin. Ainsi, dès l'annonce en 2018 de la confirmation du relais mixte, Matthew White, le directeur sportif de Mitchelton-Scott, a surnommé la course comme une « épreuve Mickey Mouse », tandis que Patrick Lefevere, manager de l'équipe Deceuninck-Quick Step, a décrit son introduction comme « ridicule ».
Un test grandeur nature a eu lieu un mois avant aux championnats d'Europe 2019 d'Alkmaar aux Pays-Bas. L'épreuve des championnats du monde compte pour le classement mondial UCI et les six coureurs et coureuses de la nation titrée enfilent le maillot arc-en-ciel. C'est l'équipe des Pays-Bas, favorite de l'épreuve en 2019, qui a remporté le tout premier titre de champion du monde du contre la montre par équipes en relais mixte, devant l'Allemagne et la Grande-Bretagne.

## Palmarès
| Année | Vainqueur                                                                             | Deuxième                                                                                              | Troisième                                                                                     |
| 2019  | Pays-Bas                                                                              | Allemagne                                                                                             | Grande-Bretagne                                                                               |
| 2019  | Amy Pieters Lucinda Brand Riejanne Markus Jos van Emden Koen Bouwman Bauke Mollema    | Mieke Kröger Lisa Brennauer Lisa Klein Jasha Sütterlin Nils Politt Tony Martin                        | Anna Henderson Joscelin Lowden Lauren Dolan Daniel Bigham Harry Tanfield John Archibald       |
| 2020  | Annulé                                                                                | Annulé                                                                                                | Annulé                                                                                        |
| 2021  | Allemagne                                                                             | Pays-Bas                                                                                              | Italie                                                                                        |
| 2021  | Mieke Kröger Lisa Brennauer Lisa Klein Nikias Arndt Max Walscheid Tony Martin         | Annemiek van Vleuten Ellen van Dijk Riejanne Markus Jos van Emden Koen Bouwman Bauke Mollema          | Elena Cecchini Marta Cavalli Elisa Longo Borghini Edoardo Affini Matteo Sobrero Filippo Ganna |
| 2022  | Suisse                                                                                | Italie                                                                                                | Australie                                                                                     |
| 2022  | Elise Chabbey Nicole Koller Marlen Reusser Stefan Bissegger Stefan Küng Mauro Schmid  | Elena Cecchini Vittoria Guazzini Elisa Longo Borghini Edoardo Affini Filippo Ganna Matteo Sobrero     | Georgia Baker Alexandra Manly Sarah Roy Luke Durbridge Michael Matthews Luke Plapp            |
| 2023  | Suisse                                                                                | France                                                                                                | Allemagne                                                                                     |
| 2023  | Stefan Bissegger Stefan Küng Mauro Schmid Elise Chabbey Nicole Koller Marlen Reusser  | Bruno Armirail Rémi Cavagna Bryan Coquard Audrey Cordon-Ragot Cédrine Kerbaol Juliette Labous         | Miguel Heidemann Jannik Steimle Max Walscheid Ricarda Bauernfeind Lisa Klein Franziska Koch   |
| 2024  | Australie                                                                             | Allemagne                                                                                             | Italie                                                                                        |
| 2024  | Grace Brown Brodie Chapman Ben O'Connor Ruby Roseman-Gannon Jay Vine Michael Matthews | Marco Brenner Miguel Heidemann Franziska Koch Liane Lippert Antonia Niedermaier Maximilian Schachmann | Edoardo Affini Mattia Cattaneo Filippo Ganna Elisa Longo Borghini Soraya Paladin Gaia Realini |

## Tableau des médailles
| Rang  | Nation          | Or | Argent | Bronze | Total |
| ----- | --------------- | -- | ------ | ------ | ----- |
| 1     | Suisse          | 2  | 0      | 0      | 2     |
| 2     | Allemagne       | 1  | 2      | 0      | 3     |
| 3     | Pays-Bas        | 1  | 1      | 0      | 2     |
| 4     | Australie       | 1  | 0      | 1      | 2     |
| 5     | Italie          | 0  | 1      | 2      | 3     |
| 6     | France          | 0  | 1      | 0      | 1     |
| 7     | Allemagne       | 0  | 0      | 1      | 1     |
| 7     | Grande-Bretagne | 0  | 0      | 1      | 1     |
| Total | Total           | 5  | 5      | 5      | 15    |